# Rufinamid
Rufinamid (Handelsname Inovelon®) ist ein krampfunterdrückender Arzneistoff, der in der Behandlung des Lennox-Gastaut-Syndroms, einer besonders schwer verlaufenden Form der Epilepsie, eingesetzt wird. Es ist nur zur Zusatztherapie ab dem vierten Lebensjahr zugelassen.

## Pharmakologie

### Wirkmechanismus
Obwohl der genaue Wirkmechanismus noch nicht erklärt ist, gibt es Hinweise darauf, dass Rufinamid seine krampfunterdrückende Wirkung über eine Hemmung von spannungsabhängigen Natrium-Kanälen an den Nervenzellen entfaltet. Dagegen gibt es keinerlei Hinweise, dass es in das GABA- oder das Glutamat-System eingreift.

### Pharmakokinetik
Nach peroraler Aufnahme erreicht die Konzentration im Blut etwa nach sechs Stunden ihr Maximum. Dabei ist die Höhe der erreichten Konzentration nicht proportional zur verabreichten Menge, so dass ein dosisbegrenztes Resorptionsverhalten angenommen wird. Die Bioverfügbarkeit hängt von der Nahrungsaufnahme ab und steigt bei Verabreichung mit der Nahrung um etwa ein Drittel an. Im Blut ist etwa ein Drittel des Wirkstoffs an Plasma-Eiweiße gebunden. Die Elimination erfolgt ausschließlich über Umwandlung in Form einer Hydrolyse der Carboxygruppe mit anschließender Ausscheidung über die Nieren. Die Halbwertszeit im Blutplasma beträgt 6–10 Stunden. 

## Nebenwirkungen
Die in der klinischen Erprobung am häufigsten angegebenen Nebenwirkungen waren Kopfschmerzen, Schwindel, Müdigkeit und Schläfrigkeit. Besonders Patienten mit Lennox-Gastaut-Syndrom berichteten auch sehr häufig über Übelkeit und Erbrechen. Weitere häufige Nebenwirkungen sind Infekte der oberen und unteren Atemwege, Appetitlosigkeit mit Essstörungen und Gewichtsverlust, Angst, Schlaflosigkeit, Doppelbilder, Verschwommensehen, Nasenbluten, Bauchschmerzen, Verstopfung, Durchfall, Ausschlag, Akne, Rückenschmerzen, Gangstörungen und Oligomenorrhoe. In der klinischen Entwicklungsphase wurde das Medikament in einem Fünftel der Fälle abgesetzt, weil ein Status epilepticus aufgetreten ist.

## Wechselwirkungen

### Andere Antiepileptika
Weil das hauptsächliche Anwendungsgebiet von Rufinamid das Lennox-Gastaut-Syndrom ist, bei dem meist mehrere Antiepileptika eingesetzt werden, ist eine Betrachtung der Wechselwirkungen mit anderen Wirkstoffen dieser Wirkstoffgruppe besonders wichtig. Rufinamid selbst beeinflusst Phenytoin, indem es die Ausscheidung vermindert und die Konzentration im Blut entsprechend erhöht, so dass bei gleichzeitiger Anwendung gegebenenfalls eine Dosisreduktion für Phenytoin nötig ist. Die Wirkstoffkonzentrationen von Carbamazepin, Lamotrigin, Phenobarbital, Valproinsäure oder Topiramat werden wohl nicht in einem klinisch relevanten Ausmaß beeinflusst. Allerdings bewirkt eine gleichzeitige Gabe von Valproinsäure eine deutliche Erhöhung der Rufinamid-Konzentration, so dass eine Dosisreduktion erforderlich sein kann. Carbamazepin, Phenobarbital, Phenytoin und Vigabatrin verringern hingegen die Konzentration von Rufinamid.

### Sonstige Wirkstoffe
Da bei gleichzeitiger Gabe von Rufinamid mit einem empfängnisverhütenden Hormonpräparat die verfügbare Menge des Östrogen-Anteils um 22 % und des Gestagen-Anteils um 14 % sank, wird für Frauen im gebärfähigen Alter, die orale Kontrazeptiva anwenden, eine zusätzliche Methode der Empfängnisverhütung empfohlen. Diese Wechselwirkung kommt möglicherweise dadurch zustande, das Rufinamid die Aktivität eines bestimmten Untertyps des Cytochrom P450-Enzymsystems, der CYP3A4, steigert. Daher kann es auch zu einer verminderten Wirkung anderer Medikamente kommen, die durch dieses Enzym abgebaut werden.